# Kawasaki Ninja 600R
La Kawasaki Ninja 600R è una motocicletta stradale prodotta dalla casa motociclistica giapponese Kawasaki dal 1985 al 1990.

## Descrizione e tecnica
Annunciata nel primo trimestre del 1984 per poi essere introdotta l'anno seguente, ad alimentare la moto c'era un motore a quattro cilindri in linea a quattro tempi dalla cilindrata di 592 cm³ raffreddato a liquido montato al telaio attraverso dei supporti in gomma, dotato di carburatori. 
La testata aveva la distribuzione con doppio albero a camme in testa a 16 valvole, con  quattro valvole per cilindro azionate con dei bilancieri a forcella. Alesaggio e corsa misuravano rispettivamente 60 e 52,4 mm (il motore era progettato per essere una corsa corta), con rapporto di compressione pari a 11,7:1.
Il propulsore inoltre era dotato di radiatore dell'olio (da 3,5 litri), un radiatore dell'acqua (con 2,5 litro di liquido refrigerante), impianto di scarico con schema 4 in 2 e non aveva nessun contralbero di bilanciamento. La frizione si azionava meccanicamente tramite cavo, mentre la potenza veniva trasmessa attraverso un cambio a sei marce.